# Olympische Sommerspiele 1936/Teilnehmer (Costa Rica)
| Gelbes Symbol für Goldmedaillen mit stilisierten Olympischen Ringen | Graues Symbol für Silbermedaillen mit stilisierten Olympischen Ringen | Braundes Symbol für Bronzemedaillen mit stilisierten Olympischen Ringen |
| ------------------------------------------------------------------- | --------------------------------------------------------------------- | ----------------------------------------------------------------------- |
| —                                                                   | —                                                                     | —                                                                       |

Costa Rica nahm bei den XI. Olympischen Sommerspielen 1936 in Berlin mit einer Delegation von einem Athleten teil. Es war die erste Teilnahme des Landes bei Olympischen Sommerspielen.
| Sportart | Sportler               | Disziplin    | Platz | Bemerkung                     |
| -------- | ---------------------- | ------------ | ----- | ----------------------------- |
| Fechten  | Bernardo de la Guardia | Säbel Einzel | -     | Ausgeschieden in der Vorrunde |